# Grand Hyatt Manila
Il Grand Hyatt Manila, chiamato anche Federal Land Tower situato nelle Filippine. È l'edificio più alto delle Filippine al suo completamento avvenuto nel 2017, superando il PBCom Tower.